# Dichaea anguina
Dichaea anguina är en orkidéart som beskrevs av Rudolf Schlechter. Dichaea anguina ingår i släktet Dichaea och familjen orkidéer.
Artens utbredningsområde är Bolivia. Inga underarter finns listade i Catalogue of Life.